# لوكا تشوبي
 لوكا تشوبي (بالإنجليزية: Luka Chuppi)‏ هو فيلم كوميدي رومانسي باللغة الهندية.

## القصة
يحكي الفيلم قصة شابين وهما شريكان منذ الصغر هما (غودو) و(راشمي) يقرران العيش برفقة بعضهما البعض. ولكن سرعان ما تنضم عائلة (راشمي) للعيش معهم تنقلب حياتهم ومخططاتهم كلها رأسا على عقب.

## طاقم العمل
- كريتي سانون

## روابط خارجية
- لوكا تشوبي على موقع IMDb (الإنجليزية)
- لوكا تشوبي على موقع روتن توميتوز (الإنجليزية)
- لوكا تشوبي على موقع نتفليكس (الإنجليزية)
- لوكا تشوبي على موقع بوكس أوفيس موجو (الإنجليزية)
- لوكا تشوبي على موقع قاعدة بيانات الفيلم (الإنجليزية)
- لوكا تشوبي على موقع ليتربوكسد (الإنجليزية)
- لوكا تشوبي على موقع كينوبويسك (الروسية)